# 부르겐란트주

부르겐란트 주의 위치

부르겐란트주(독일어: Burgenland)는 오스트리아 동남부에 있는 주이다. 면적 3,965.46km2, 인구 283,163(2009). 주도는 아이젠슈타트이다.

주기
주 문장

## 개요
오스트리아 동쪽 국경을 따라 남북으로 길게 뻗어 있다. 동쪽은 헝가리, 동북부는 슬로바키아, 남쪽 끝은 슬로베니아와 국경을 접한다. 역사적으로 마자르인(헝가리인)과 독일인이 섞여 살았던 곳이다. 헝가리 왕국에서 독일인이 많았던 곳이며, 제1차 세계대전 후 오스트리아-헝가리 제국이 해체(1918년)되면서 옛 헝가리 왕국의 영토 중 독일인이 많았던 곳이 분리되어 오스트리아에 편입된 지역이 1921년 부르겐란트 주로 형성되었다. 그러나 이 일대에서 가장 큰 도시였던 쇼프론은 헝가리에 귀속되었기 때문에 부르겐란트 주는 중심이 되는 도시 없이 남북이 거의 분리된 형태를 갖추게 되었다. 주에서 동서 너비가 가장 좁은 곳은 5km에 불과하다. 주 형성 당시 주민의 4분의 3 가량이 독일어 사용자였고, 나머지는 크로아티아어와 헝가리어 사용자였다. 오늘날에도 오스트리아의 주 중에서 독일어 이외의 언어를 사용하는 주민의 비중이 가장 높다.

## 행정 구역
2개 헌장 도시, 7개 군을 관할한다.

### 헌장 도시
- 아이젠슈타트 (주도)
- 루스트

### 군
- 귀싱군
- 노이지들암제군
- 마터스부르크군
- 아이젠슈타트움게붕군
- 예너스도르프군
- 오버바르트군
- 오버풀렌도르프군